# Escuela de Robinsones
Escuela de robinsones (L’École des Robinsons) es una novela escrita por el escritor francés Julio Verne, aparecida por entregas en la Magasin d’Éducation et de Récréation desde el 1 de enero hasta el 1 de diciembre de 1882, y publicada en libro el 9 de noviembre de 1882.
En esta parodia de la célebre novela Robinson Crusoe, Verne recrea con mucho ingenio el tema del náufrago y arregla todo al final de una manera muy sorprendente.

## Síntesis
Un joven llamado Godfrey, sobrino de un rico comerciante estadounidense, decide viajar en busca de emociones. Cuál es su sorpresa al verse náufrago en una isla aparentemente virgen donde vivirá multitud de aventuras junto a su profesor de baile y amigo Tartelett. Pasados más de 6 meses en la isla, su existencia se hace insoportable: la isla, inicialmente sin depredadores, se llena de ellos; el fuego de las tormentas destruye su pequeña cabaña en el tronco de un árbol; la comida escasea...

## Lista de capítulos
- I Donde el lector se encontrará la ocasión de comprar, si lo desea, una isla en el océano Pacífico.
- II De cómo William W. Kolderup, de San Francisco, riñó con J. R. Taskinar, de Stockton.
- III De cómo tuvo lugar la conversación de Phina Hollaney y Godfrey Morgan, con acompañamiento de piano.
- IV Donde se presenta a los lectores como es debido a T. Artelett, más conocido por Tartelett.
- V A cuyo principio se hacen los preparativos de partida, y a su final se emprende el viaje.
- VI  Donde el lector conoce a un nuevo personaje.
- VII Donde se verá que William W. Kolderup no se equivocó al hacer asegurar su buque.
- VIII Que conduce a Godfrey a amargas reflexiones sobre la manía de los viajes.
- IX Donde se demuestra que no es todo color de rosa en el oficio de robinsón.
- X Donde Godfrey hace lo que cualquier otro náufrago hubiera hecho en circunstancias parecidas.
- XI Donde se resuelve el problema del alojamiento del mejor modo posible.
- XII Que termina en el momento más oportuno con un soberbio y feliz rayo.
- XIII En el que Godfrey ve de nuevo. elevarse una ligera humareda en otro punto de la isla.
- XIV Donde Godfrey encuentra algo que pudiera ser resto del naufragio.
- XV Donde acontece lo que, por lo menos, una vez en la vida suele acontecer a todo robinsón, sea verdadero o imaginario.
- XVI En el que se produce un incidente que no sorprenderá a los lectores.
- XVII Donde el fusil del profesor Tartelett hace maravillas.
- XVIII Que trata de la educación moral y física de un simple indígena del Pacífico.
- XIX En el que la situación, ya gravemente comprometida, se complica más y más.
- XX Donde Tartelett repite en todos los tonos que quiere a todo trance marcharse de la isla.
- XXI Que termina por una reflexión absolutamente de Carefinotu.
- XXII Donde se explica totalmente lo que hasta esos momentos había parecido inexplicable en absoluto.

## Temas vernianos tratados

### Homenajes
Esta es una de las cinco novelas en las que Verne rinde tributo a algún escritor: "Escuela de robinsones" es una parodia de "Robinson Crusoe" (1719), de Daniel Defoe; "Matías Sandorf" es un claro homenaje a "El Conde de Montecristo" (1844), de Alejandro Dumas; "La esfinge de los hielos" es la continuación de "La narración de Arthur Gordon Pym" (1838), de Poe; "Segunda patria" es la continuación de "El Robinson Suizo" (1812), de Wyss; y "Aventuras de un niño irlandés" es un homenaje a Charles Dickens.

### Naufragios
"Escuela de Robinsones" es uno más de los "Viajes extraordinarios" que tienen como eje de la historia el naufragio, pero esta es la primera de sus novelas donde se ven las cosas de una manera tragicómica no muy usual para la época. Otras novelas que tienen como tema principal el naufragio son "Los hijos del capitán Grant" (1867), "La isla misteriosa" (1870), "Dos años de vacaciones" (1988) y "El "Chancellor"" (1875).

### Comedia
A pesar de que Verne siempre añadía personajes cómicos (Paganel, Picaporte, Van Mitten, etc.) que hacían de las suyas en los momentos más excitantes de sus historias y les aportaban unos tintes de comedia, esta es sin duda, de sus novelas, la más decidida a adentrarse en ese género, ya que los tres personajes centrales (Godfrey, Tartenlett y Cerefinotú) añaden una buena dosis de humor a la trama.

## Adaptaciones cinematográficas
- 1981: "Misterio en la isla de los monstruos" ("Mystery on Monster Island"). Coproducción entre Los Estados Unidos y España. 
  - Dir.: Juan Piquer Simon.
  - Int.: Terence Stamp, Peter Cushing, Ian Sera, David Hatton. Muy alejada del libro y de pésima calidad.[2]